# Pounamuella hollowayae
Pounamuella hollowayae là một loài nhện trong họ Orsolobidae.
Loài này thuộc chi Pounamuella. Pounamuella hollowayae được Raymond Robert Forster miêu tả năm 1956.